# Интернасьонал (футбольный клуб, Сан-Паулу)
«Спорт Клуб Интернасьонал» (порт.-браз. Sport Club Internacional) — бывший бразильский футбольный клуб из города Сан-Паулу.

## История

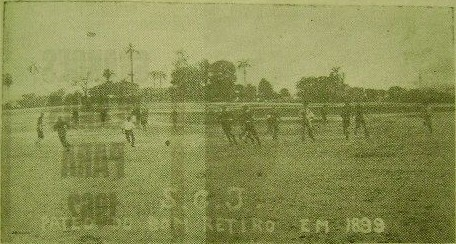
Матч «Интернасьонала» в 1899 году. Первая фотография футбольного матча, сделанная в Бразилии

«Интернасьонал» начался с деятельности Ханса Нобилинга. В тот период в Бразилии существовало лишь две команды — «Сан-Паулу Атлетик» и «Маккензи Коллеж». Но в первую принимали лишь этнических англичан, а состав второй составляли только студенты. Немец Нобилинг не подходил под эти критерии. Он собрал группу людей, назвав её «Ханс Нобилинг Квадро» (порт.-браз. Hans Nobiling Quadro), которые начали проводить футбольные матчи. 19 августа 1899 года 25 человек, выранных Хансом, собрались в доме номер 5 на площади Сенадора Кейроса для основания нового клуба. Большинством голосов (15 против 5) было выбрано название «Интернасьонал». Это вызвало неудовольствие Нобилинга, который покинул собрание. Спустя уже три недели он основал «свой» клуб, который назвал «Жермания». Первый руководящий орган клуба состоял из президента Антонио Кампоса, вице-президента Энрике Ванордена, секретаря Жулио Вилла Реала и казначея Эрнесто Эя. Также в руководство входили Николас Эдвардс, Отто Кришке и Виктор Вайскопф.
«Интернасьонал» стал одним из основателей первой официальной футбольной организации в Сан-Паулу — Лиги Паулиста по футболу. Он участвовал в первом розыгрыше чемпионата штата, где занял последнее место. В 1907 году клуб впервые выиграл чемпионат штата, а в 1928 году повторил это достижение. С введением в Бразилии статуса футбола в качестве профессии, у «Интернасьонала» начались финансовые трудности. Для их решения в 1933 году было принято объединиться с клубом «Антарктика». Новую команду назвали «Атлетико Паулиста».

## Достижения
- Чемпион штата Сан-Паулу: 1907, 1928